# Tuapse
Tuapse è una città della Russia europea meridionale (kraj di Krasnodar), porto sulla costa settentrionale del Mar Nero, 439 km a sud ovest di Krasnodar; è il capoluogo amministrativo del distretto omonimo.

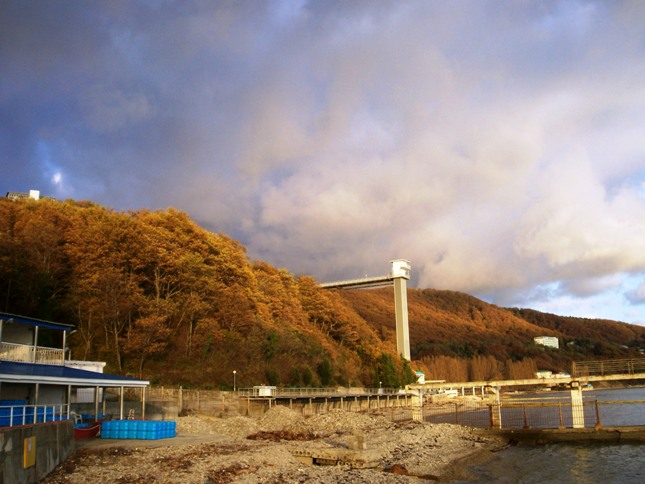
Tuapse.

## Storia
La cittadina venne fondata nel 1838 con il nome di Vel'jaminovskij (Вельяминовский); venne dichiarata posad (una sorta di insediamento commerciale) nel 1866, ricevendo successivamente, nel 1896, il nome attuale, derivante dalle parole in lingua adighè tua psy, due acque, dovuto al fatto che nella zona si ha l'incontro di due piccoli fiumi, il Pauk e il Tuapse.
Il periodo fra la fine del XIX e l'inizio del XX secolo vide un certo sviluppo della cittadina, che si dotò di un porto e vide la costruzione di due importanti vie di comunicazione stradale (autostrade Majkop-Tuapse e Novorossijsk-Suhumi); nel 1916 si vide concesso lo status di città, mentre nel 1925 venne raggiunta dalla ferrovia.
Durante l'epoca sovietica il governo promosse (a partire dai primi anni venti) il suo sviluppo come terminale petrolifero, destinazione del prodotto estratto nella zona della pianura ciscaucasica. Per questa sua importanza, Tuapse stimolò l'interesse della Wehrmacht durante la seconda guerra mondiale, la quale inflisse notevoli danni nel periodo compreso fra il novembre e il dicembre 1942.
Risale al secondo dopoguerra, invece, un più intenso sviluppo turistico.
Dal 2022  è in corso l'operazione speciale in Ucraina, durante questo periodo ha subito alle raffinerie di petrolio, diversi attacchi di droni ucraini.

## Cultura

### Musei
- Tuapsinskiy Istoriko-Krayevedcheskiy Muzey Im.n.g.poletayeva[2]
- Historical and Local Lore Museum of Tuapse Defense[3]
- House-Museum of painter Alexander Kiselyov[4]
- Dolmen[5]
- Collina degli Eroi[6]

### Teatro
- Teatro comunale[senza fonte]

## Economia
La città è il centro di un importante comprensorio turistico, favorito dalle miti condizioni climatiche della zona; lungo la costa si è formata un agglomerato urbano lineare che si estende per circa un centinaio di chilometri, saldandosi con quello, altrettanto imponente, della vicina città di Soči (dista 106 km); sono compresi in questa agglomerazione lineare i centri di Džubga, Novomichajlovskij, Nebut, Agrija, Ol'ginka, Gizel'-Dere, Šepsi.

### Turismo
Sono presenti un delfinario e un Aquapark

## Società

### Evoluzione demografica
Fonte: mojgorod.ru
- 1897: 400
- 1926: 12 000
- 1939: 29 800
- 1959: 36 700
- 1979: 59 800
- 1989: 63 100
- 2002: 64 238
- 2007: 63 500

Trasporti
Ferrovia , è collegata all'aeroporto di Soci e a Mosca.
Porto, per  trasporto e passeggeri